# Association sportive Intissar Oran
Maillots
L'Association sportive Intissar d'Oran (en arabe : الجمعية الرياضية إنتصار وهران), plus couramment abrégé en AS Intissar Oran, est un club de football algérien féminin fondé en 1997 et basé dans la ville d'Oran.
Il évolue en première division du championnat d'Algérie.

## Palmarès
| Compétitions nationales                                                                                                   | Compétitions de jeunes                                 |
| --- | ------------------------------------------------------ |
| - Championnat d'Algérie féminin : - Vice-champion : 2004-05. - Coupe d'Algérie - Finaliste : 2000-01, 2001-02 et 2003-04. | - Coupe d'Algérie -20 ans (1) : - Vainqueur : 2013-14. |

## Joueuses emblématiques
La liste des joueuses qui ont marquées l'histoire du club est la suivante :
- Djamila Benaissa
- Abla Bensenouci
- Naïma Bouhani
- Zineb Kendouci
- Fatima Sekouane
- Rebiha Yala

## Entraineurs
La liste des anciens entraineurs est la suivante :
- Hassan Benramdane

## Présidents
La liste des anciens présidents est la suivante :
- Nacereddine Bahloul
- Ghanem Bensaha